# Cupa Intercontinentală 1986
Cupa Intercontinentală 1986 a fost un meci de fotbal jucat pe 14 decembrie 1986 între River Plate, câștigătoarea Copa Libertadores 1986 și Steaua București, câștigătoarea Cupei Campionilor Europeni din sezonul 1985-1986. Meciul s-a jucat pe Stadionul Național din Tokyo în fața a 62.000 de fani. Antonio Alzamendi a fost numit omul meciului.

## Detaliile meciului
| River Plate   | 1 – 0 | Steaua București |
| ------------- | ----- | ---------------- |
| Alzamendi 28' |       |                  |

| River Plate | Steaua Bucarest |